# San Diego Coronado Bay Bridge
Die San Diego Coronado Bay Bridge, kurz auch Coronado Bridge genannt, ist eine Spannbeton-Stahl-Balkenbrücke, welche die San Diego Bay im US-Bundesstaat Kalifornien überspannt. Sie verbindet mit ihren fünf Fahrspuren die Stadt San Diego mit der Stadt Coronado und der Naval Air Station North Island. Das Bauwerk wurde 1969 eröffnet und hat eine Gesamtlänge von 3.407 Metern. Auf der Brücke verläuft ein Abschnitt der California State Route 75.

## Konstruktion
Die Brücke besitzt eine Gesamtlänge von 3.407 Metern, wobei die längste Spanne 200 Meter beträgt. Sie hat eine maximale Durchfahrtshöhe von knapp 61 Metern, um den Schiffen der United States Navy, die von der nahegelegenen Naval Base San Diego aus operieren, die Durchfahrt zu ermöglichen. Die beiden Flugzeugträger Nimitz und Ronald Reagan können die Brücke aufgrund ihrer Höhe jedoch nicht passieren und legen an der Naval Air Station North Island an.

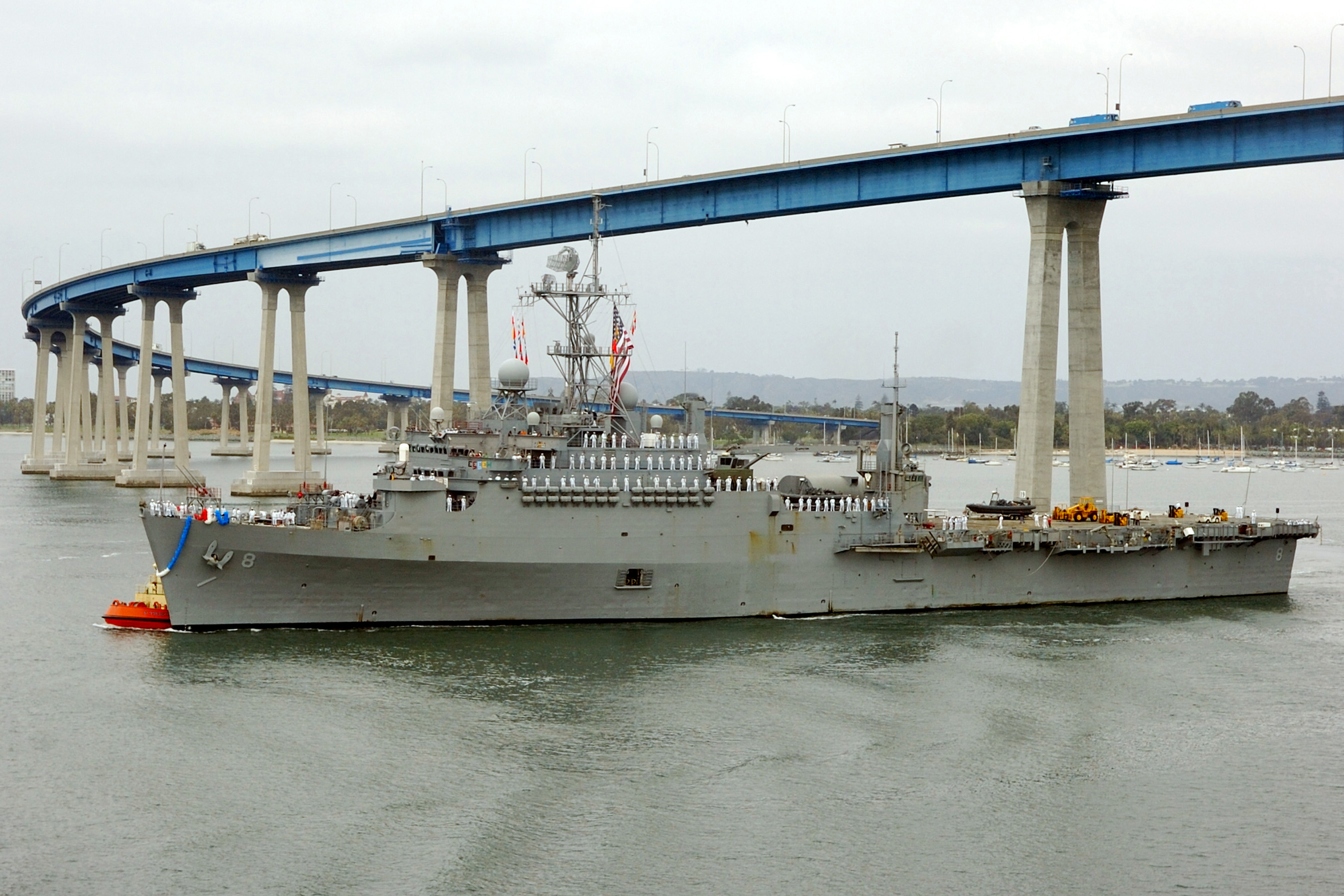
Die Dubuque passiert die Coronado Bridge

Beginnend in dem kleinen Küstenort Coronado beschreibt die Brücke eine 80-Grad-Kurve in Richtung der Großstadt San Diego, wobei die Steigung bis zum höchsten Punkt exakt 4,67 % beträgt. Die San Diego Coronado Bay Bridge wurde als Spannbeton-Stahl-Balkenbrücke errichtet. Bis zur Fertigstellung der Shibanpe-Brücke bei Chongqing in China im Jahr 2008 blieb sie die weltweit größte Brückenkonstruktion ihrer Art. Als Architekt zeichnete Robert Mosher verantwortlich. Die Baukosten betrugen insgesamt 47,6 Millionen US-Dollar.
Die 30 Betonstützen gründen auf 487 Betonpfeilern, die jeweils über einen Durchmesser von rund 1,3 Metern verfügen.  Einige der Stützen wurden in eine Tiefe von mehr als 30 Metern in den Grund der San Diego Bay getrieben, um die Standfestigkeit der Konstruktion zu sichern.
Die San Diego Coronado Bay Bridge verfügt über insgesamt fünf Fahrspuren, wobei die innerste Spur je nach Verkehrsaufkommen für die eine oder andere Richtung freigegeben werden kann. Auf der Brücke verläuft ein Teilabschnitt der California State Route 75, das östliche Ende der Brücke mündet in eine Kreuzung mit der Interstate 5 (San Diego Freeway) südwestlich von Downtown San Diego. Die Fahrbahn ist ausschließlich für den Autoverkehr vorgesehen, auf der Oberfläche verlaufen keine Fußgängerwege. Pro Tag wird die Brücke von rund 68.000 Fahrzeugen benutzt.

## Geschichte

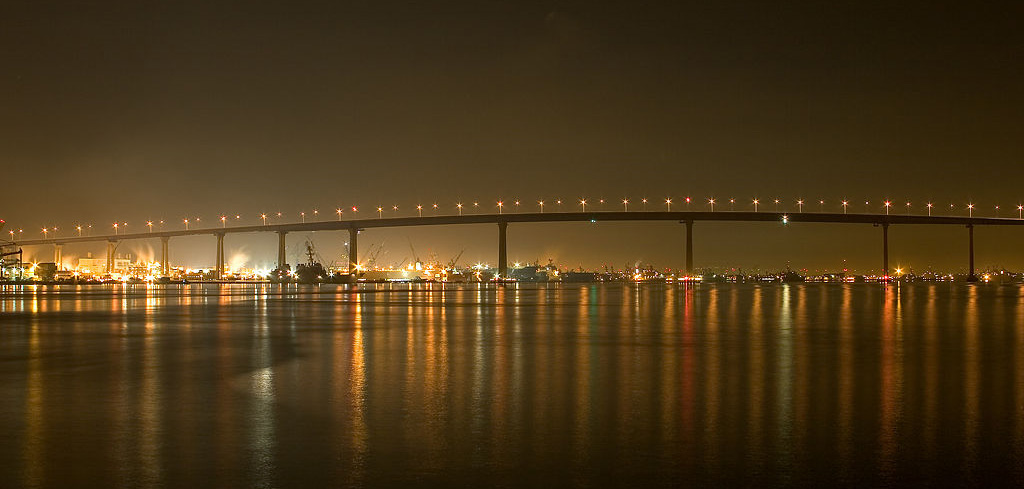
Nächtlicher Blick auf die Brücke über die San Diego Bay

Der Bau der San Diego Coronado Bay Bridge wurde im Februar 1967 begonnen. Sie wurde am 3. August 1969 dem Verkehr freigegeben, rechtzeitig zur 200-Jahr-Feier der Stadtgründung von San Diego. Die Brücke wurde aufgrund ihrer markanten Konstruktion schnell zu einem Wahrzeichen der Gegend. Bereits ein Jahr nach ihrer Fertigstellung erhielt sie den Most Beautiful Bridge Award (dt. „Schönste-Brücke-Preis“) des American Institute of Steel Construction. Im Jahre 1976 wurden an der Brückenkonstruktion Modernisierungen durchgeführt, um die Einsturzgefahr bei Erdbeben zu verringern.

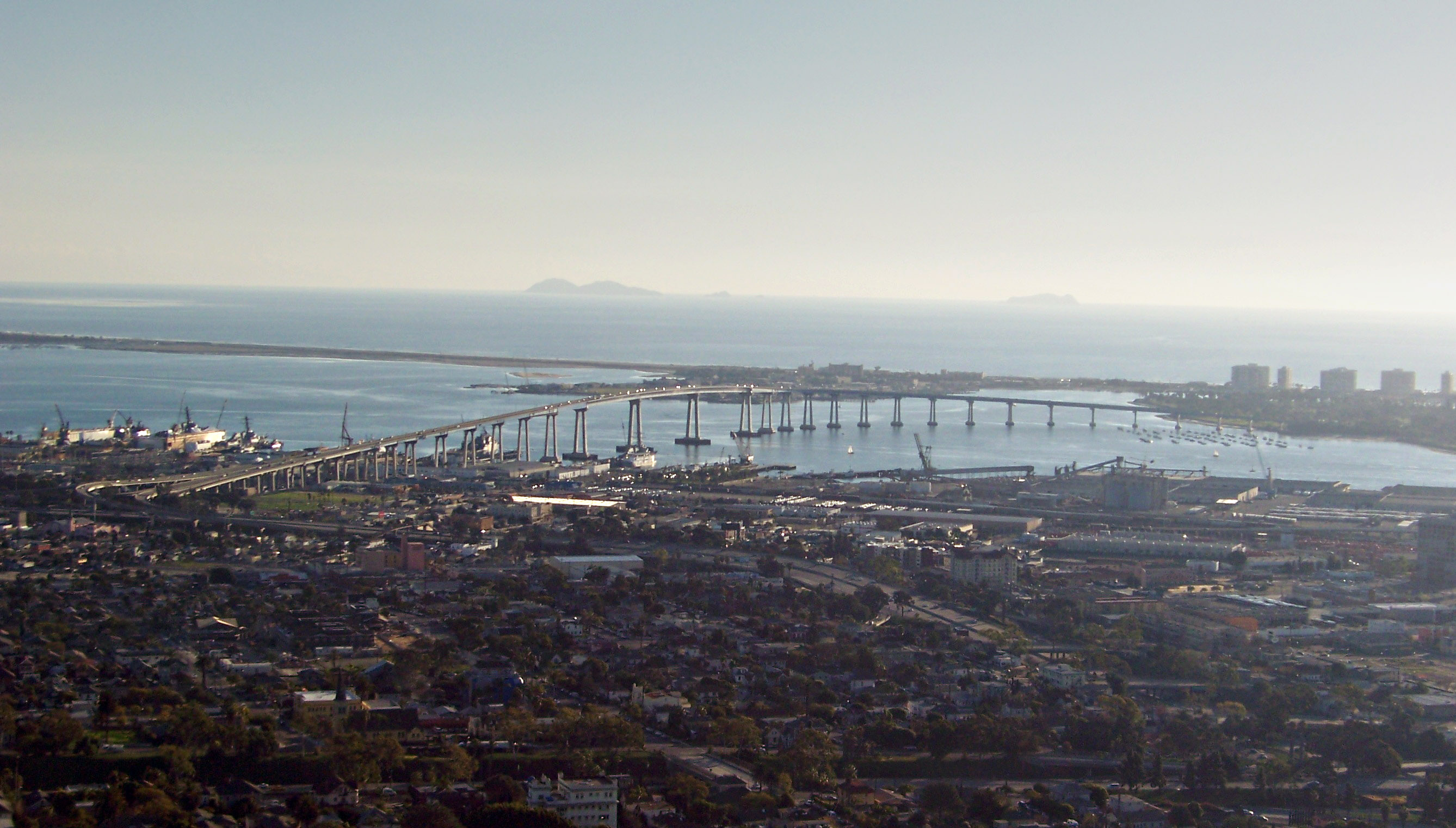
Luftbild der Brücke in Richtung Westen

### Maut
Für die Benutzung der Brücke war zunächst eine Mautgebühr in Höhe von 0,60 US-Dollar zu entrichten. Ab 1980 wurde die Gebühr auf 1,20 US-Dollar erhöht. Im Jahre 2002 wurde die San Diego Coronado Bay Bridge als letzte Brücke in Südkalifornien mautfrei. Die Häuschen, an welchen die Maut entrichtet werden musste, sind jedoch immer noch vorhanden. Im Februar 2009 wurde eine Diskussion laut, für die Querung der Brücke in westlicher Richtung die Mautgebühren wieder einzuführen.

### Suizide
Häufig wählen Suizidgefährdete die Brücke, um durch einen Sprung in die rund 61 Meter tiefer gelegene San Diego Bay ihr Leben zu beenden. Dies wird durch die mit nur 86 Zentimetern geringe Höhe der Geländer begünstigt.
Die San Diego Coronado Bay Bridge ist nach der Golden Gate Bridge in San Francisco und der George Washington Memorial Bridge in Seattle landesweit die Brücke mit den meisten Selbstmorden. Seit ihrer Eröffnung im August 1969 bis Januar 2008 sind laut Statistiken des San Diego Harbor Police Department  insgesamt 233 Opfer zu verzeichnen. Dabei schwankt die jährliche Opferzahl zwischen sechzehn im Jahre 1980 und keinen im Jahre 1985.
Um die Zahl der Suizide zu verringern, wurden auf der Brücke in regelmäßigen Abständen Schilder angebracht, die mit einer Notrufnummer versehen sind. Notruftelefone, wie beispielsweise auf der Golden Gate Bridge üblich, sind nicht vorhanden.

## In Kunst und Medien
Die San Diego Coronado Bay Bridge wird oft durch Medien thematisiert und hat daher eine große Bekanntheit erlangt. Sie diente bereits als Schauplatz mehrerer Film- und Fernsehproduktionen, von denen die bekanntesten in der Liste aufgeführt sind.
- Simon & Simon (1981–88), in der Fernsehserie war die Coronado Bridge zentraler Bestandteil der Eröffnungssequenz.
- Anchorman – Die Legende von Ron Burgundy (2004), in dem Film haben zwei Charaktere, gespielt von Jack Black und Will Ferrell, einen Streit auf der Brücke.
- Veronica Mars (2004–06), in der Fernsehserie war die Coronado Bridge der Ort, wo Lynn Echolls (Lisa Rinna) in der Episode Kampf der Tritonen Selbstmord begeht. In der Episode Das Spiel ist aus versucht ihr Sohn Logan (Jason Dohring) ebenfalls von der Brücke zu springen, während ihm dort in der darauf folgenden Episode Normal ist die Parole ein Mord angehängt wird.